# أليكس ماكويد
أليكس ماكويد (بالإنجليزية: Alex McQuade)‏ (7 نوفمبر 1992 بمانشستر في المملكة المتحدة - ) هو لاعب كرة قدم بريطاني في مركز الهجوم. لعب مع شروزبري تاون ونادي هايد إف سي وFarsley Celtic F.C. ‏ وWarrington Town F.C. ‏ ونادي جيزيلي ‏.

## وصلات خارجية
- أليكس ماكويد على موقع قاعدة بيانات كرة القدم.إي يو (الإنجليزية)
- أليكس ماكويد على موقع Soccerbase.com (لاعب) (الإنجليزية)